# Karl Eduard von Eichwald
Karl Eduard von Eichwald (4 de julio de 1795 - 10 de noviembre de 1876, en cirílico: Эдуард Иванович Эйхвальд, Eduard Ivanovich Eykhval’d) fue un médico, botánico, algólogo, geólogo y paleontólogo ruso.

## Biografía
Eichwald fue un germano del Báltico, nacido en Mitau, Ducado da Curlandia y Semigalia. Era hijo de Johann Christian von Eichwald y de Charlotte Elisabeth Louis. Obtuvo su doctorado de medicina, y fue profesor de zoología en Kazán, en 1823; y cuatro años más tarde profesor de zoología y anatomía comparada en Vilna.
En 1825, se casó con Sophie von Fincke. En 1838 obtuvo el profesorado de zoología, mineralogía y medicina en San Petersburgo; y finalmente profesor de paleontología en el Instituto de minas en esa ciudad.
Viajó y recolectó mucho por el imperio Ruso, y fue un agudo observador de su historia natural y de geología. Falleció en San Petersburgo.

## Algunas publicaciones
- «Observationes ex anatomia comparata de Delphino et de Physalia» «Acta Acad. Sc.» 1824

- «Introductio in historiam naturalem Caspii maris». Каzan, 1824

- Geognostico-zoologicæ per Ingriam marisque Baltici provincias nec non de trilobitis observationes 1825

- Zoologia specialis quam expoditis animalibus tum vivis, tum fossilibus Rossiae in universum et Poloniae in specie. 3 v. 1829-1831

- Reise auf dem Caspischen Meere und in den Caucasus, 2 v. Stuttgart y Tübingen, 1834-1838

- Discours sur les richesses minérales de quelques provinces occidentales de la Russie, 1835

- Ueber das silurische Schichtensystem von Esthland, 1840

- Fauna caspico-caucasica. 1841

- Die Urwelt Russlands. San Petersburgo, 1840-1845

- Le Lethaea Rossica, ou Paléontologie de la Russie, 3 v. Stuttgart, 1852-1868, con Atlas

- Alte Geographie des Kaspischen Meers, des Kaukasus und des südlichen Rußland. Berlín. 1838

- Mémoire sur les richesses minérales des provinces occidentales de la Russie. Wilna. 1835

- Über das silurische Schichtensystem von Estland. San Petersburgo. 1840

- Die Paläontologie Rußlands". Tomo 1, San Petersburgo. 1851; francés, Stuttgart 1850

- Lethæa rossica ou le monde primitif de Russie, 2 v. 1852-68

- «Paleontologie de la Russie». 4 v. 1860‒1868

- Analekten (Analekten (griech., "Aufgelesenes"), eine Sammlung auserlesener Stellen aus Schriftstellern, besonders Dichtern; dann auch s. v. w. Sammelschrift ) aus der Paläontologie und Zoologie Rußlands. Moscú 1872

- Geognostisch- paläontologische Bemerkungen über die Halbinsel Mangyshlak und die Aleutischen Inseln. Moscú 1872

- La abreviatura «Eichw.» se emplea para indicar a Karl Eduard von Eichwald como autoridad en la descripción y clasificación científica de los vegetales.[1]

## Abreviatura (zoología)
La abreviatura Eichwald  se emplea para indicar a Karl Eduard von Eichwald como autoridad en la descripción y taxonomía en zoología.